# Alba (sincrotró)

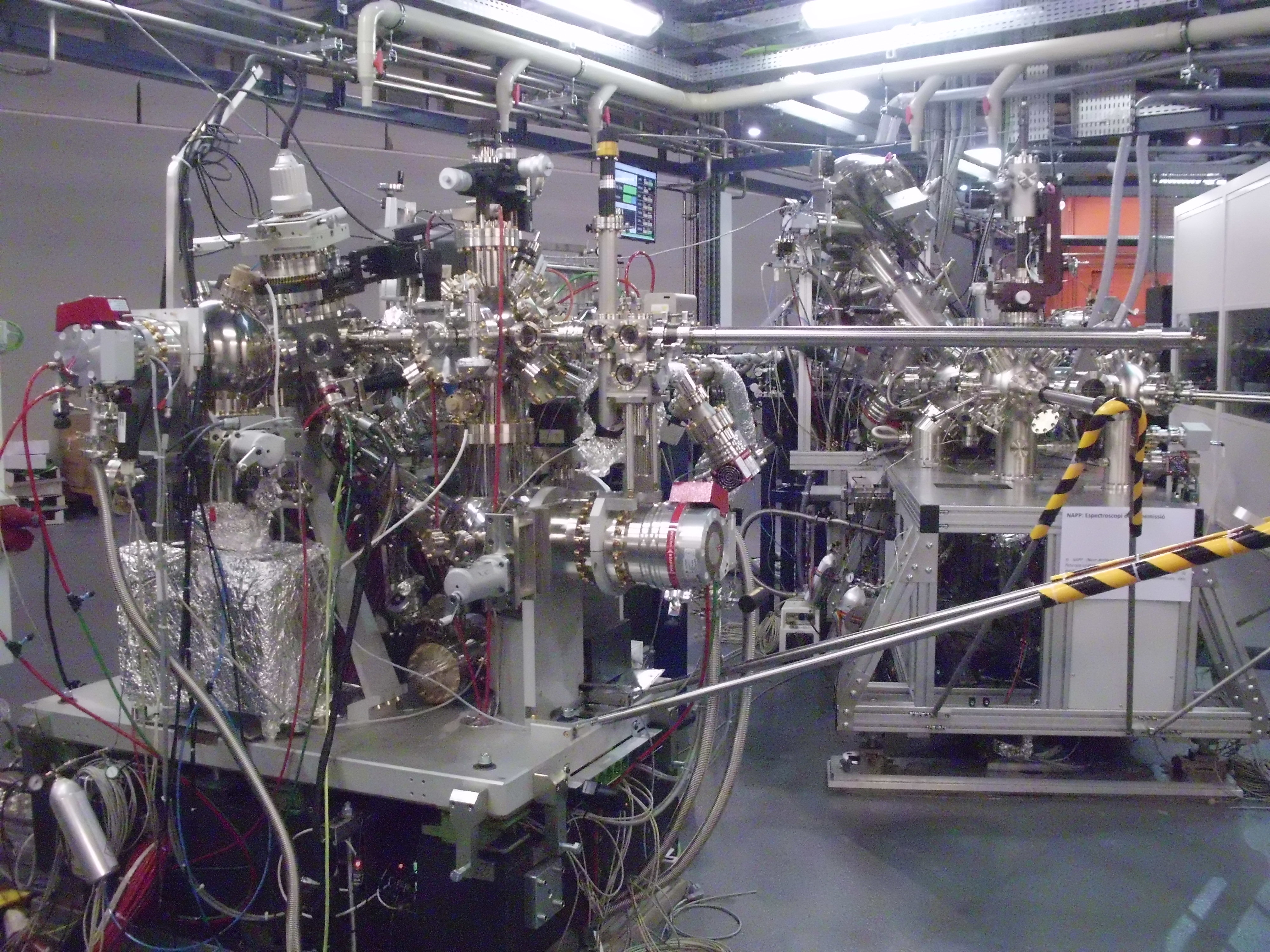
Una de les línies de llum on es fan experiments amb els raigs X

La Font de llum de sincrotró Alba és un sincrotró situat al Parc de l'Alba conegut internacionalment com a Barcelona Synchrotron Park, al costat del campus de la Universitat Autònoma de Barcelona, a Cerdanyola del Vallès. La construcció va estar cofinançada pel Govern d'Espanya i la Generalitat de Catalunya. El Consorci per a la Construcció, Equipament i Explotació del Laboratori de Llum de Sincrotró (CELLS), amb seu a Bellaterra, es va encarregar de la planificació de les obres i després de l'explotació de les instal·lacions.

## Parc de l'Alba
El Barcelona Synchrotron Park (BSP) és un parc de 408 hectàrees al voltant del sincrotró Alba, operatiu des del 2012. La meitat de la superfície són zones verdes. L'altra meitat correspon a parcel·les per a empreses de base tecnològica i per a residències i comerços. A la tardor de 2016, el BSP va rebre el segell Business & Biodiversity de la Comissió Europea per les seves actuacions a favor de la defensa de la biodiversitat.
El BSP, també conegut localment com a Parc de l'Alba, és un consorci públic entre l'ajuntament de Cerdanyola del Vallès i la Generalitat de Catalunya a través de l'INCASÒL, l'agència de gestió del sòl públic.
Aquest parc, membre de la Xarxa de Parcs Científics i Tecnològics de Catalunya, se situa entre el campus de la Universitat Autònoma de Barcelona amb el Parc de Recerca UAB, el seu parc de recerca dedicat a la transferència tecnològica, i el Parc Tecnològic del Vallès, dins d'un territori industrial de 30.200 empreses conegut localment com a Àmbit B30.

## Història del sincrotró
El projecte es va posar en marxa el 1994 i tres anys després, el 1997, es completà un informe per a un sincrotró de 2,5 GeV. El 2002 el projecte fou aprovat per la Generalitat i pel govern espanyol i el 14 de març de 2003 se signà el conveni entre la Generalitat de Catalunya i el Ministeri de Ciència i Tecnologia per dur endavant el projecte, en el qual les dues administracions es comprometien a aportar a parts iguals un total de 163,9 milions d'euros. Com a director de la instal·lació fou nomenat Joan Bordas i Orpinell.
La construcció va començar el 2003, i es va inaugurar el 22 de març de 2010. El cost total de la construcció i equipament del laboratori està estimat en 201,4 milions d'euros. El cost de les despeses d'explotació està estimat en 15,5 milions d'euros a l'any.
L'edifici que acull el projecte es va finalitzar a finals de 2009 i l'operativitat completa de la instal·lació avançarà en successives fases, culminant el 2012. És una construcció de gran complexitat tècnica per les exigències de la instal·lació, que requereix estabilitat mecànica, control de la temperatura i qualitat del subministrament elèctric.
L'Alba en realitat és un complex de tres acceleradors: un accelerador de partícules lineal un sincrotró o propulsor d'electrons i un anell d'emmagatzematge. Es creen electrons en el canó d'electrons de la mateixa manera que en un tub de raigs catòdics de televisió, aquests són accelerats a 1 MeV en l'accelerador lineal. Després passen al propulsor d'electrons, de 250 metres de perímetre, on s'acceleren els electrons fins velocitats properes a la de la llum, arribant a una energia de fins a 3 Giga electronvolts (GeV). Aquests electrons s'injecten a l'anell d'emmagatzematge de 268 metres de perímetre que està equipat per produir radiació electromagnètica d'una gamma contínua de longituds d'ona, des de la llum visible fins als raigs X. És una font de tercera generació, en què la major part de la llum procedeix de dispositius d'inserció, com els wigglers o els onduladors.
El 2021 el sincrotró aprofitarà un finançament dels fons Next Generation de la UE a través del projecte Astip. L'any següent el Ministerio de Ciencia y Tecnologia destina 9 milions per finançar una nova línia de llum.

### Cronologia
El desenvolupament de la construcció i inici operacional de l'ALBA va seguir la següent cronologia:
- 1990: Primers intents d'alguns científics espanyols a obtenir finançament per a una font energètica de radiació sincrotró a Espanya.
- 1994: Es contracta personal per a dissenyar i conceptualitzar una font de 2.5 GeV.
- 1997: Es finalitza el primer projecte conceptual.
- 2002: S'aprova el projecte per les autoritats regionals i estatals.
- 2003: Es nomena el director general (Joan Bordas).[7]
- 2003: Primer congrés d'usuaris a Menorca.
- 2004: Segon congrés d'usuaris a Màlaga.
- 2004: Es redissenya l'anell d'emmagatzematge.
- 2005: Es condiciona l'emplaçament.
- 2006: Comença la construcció.
- 2007: S'emeten els primers polsos d'electrons.
- 2008: S'instal·la el "Linac".
- 2008: Primer feix d'electrons a la terminal "Linac".
- 2009: Instal·lació del injector i l'anell d'emmagatzematge.
- 2010: Primera prova de l'injector.
- 2010: Inauguració.[13]
- 2011: Feix d'electrons en l'anell d'emmagatzematge.
- 2011-2012: Incorporació de terminals i calibratges.
- 2012: Primeres proves juliol de 2012.
- 2012: Caterina Biscari substitueix Joan Bordas com a director general.[14]
- 2016: Nova línia de llum MIRAS.

## Utilitat de la llum de sincrotró. Línies de llum

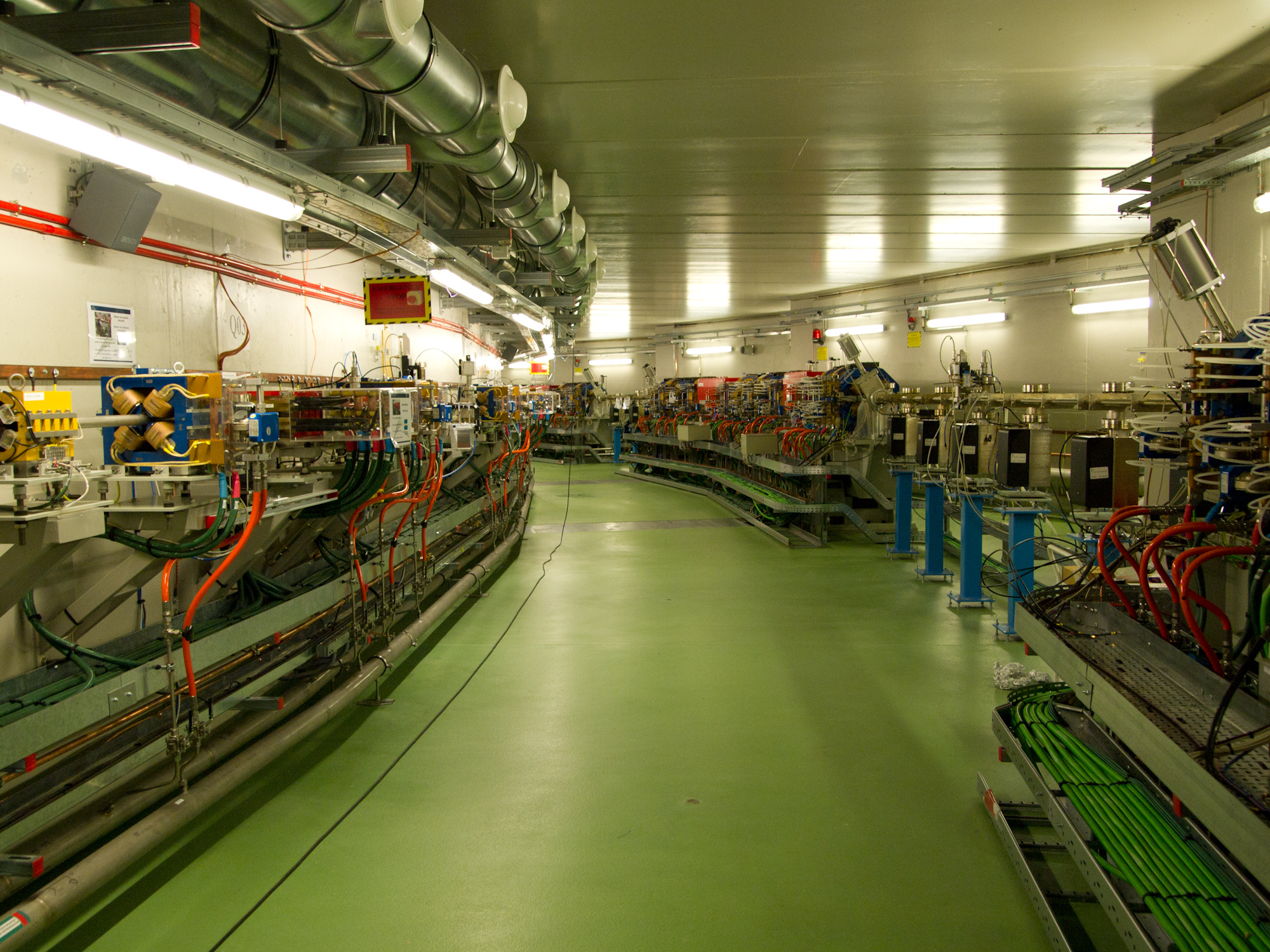
Interior del sarcòfag on hi ha els anells del sincrotró

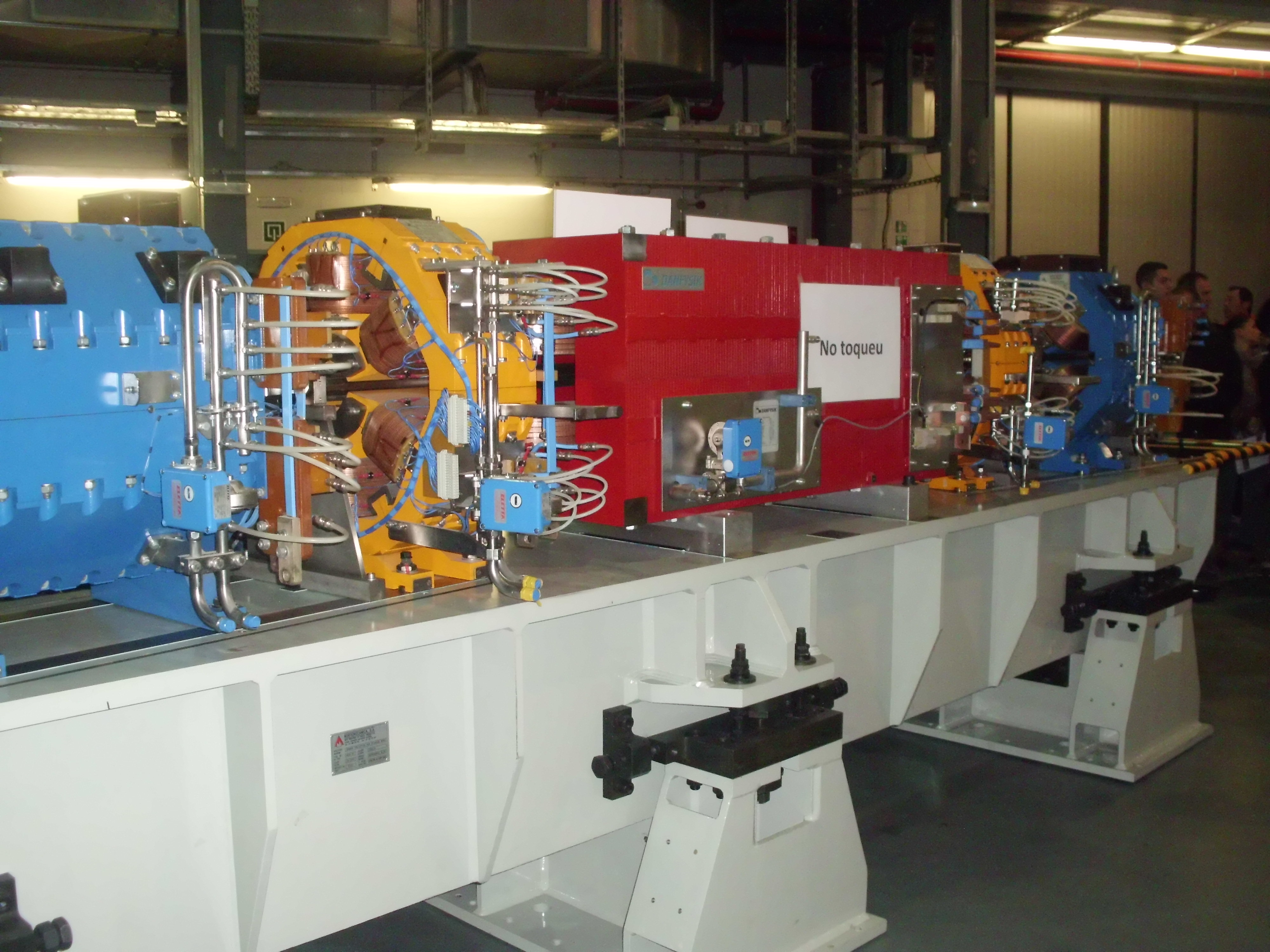
Anell d'emmagatzematge

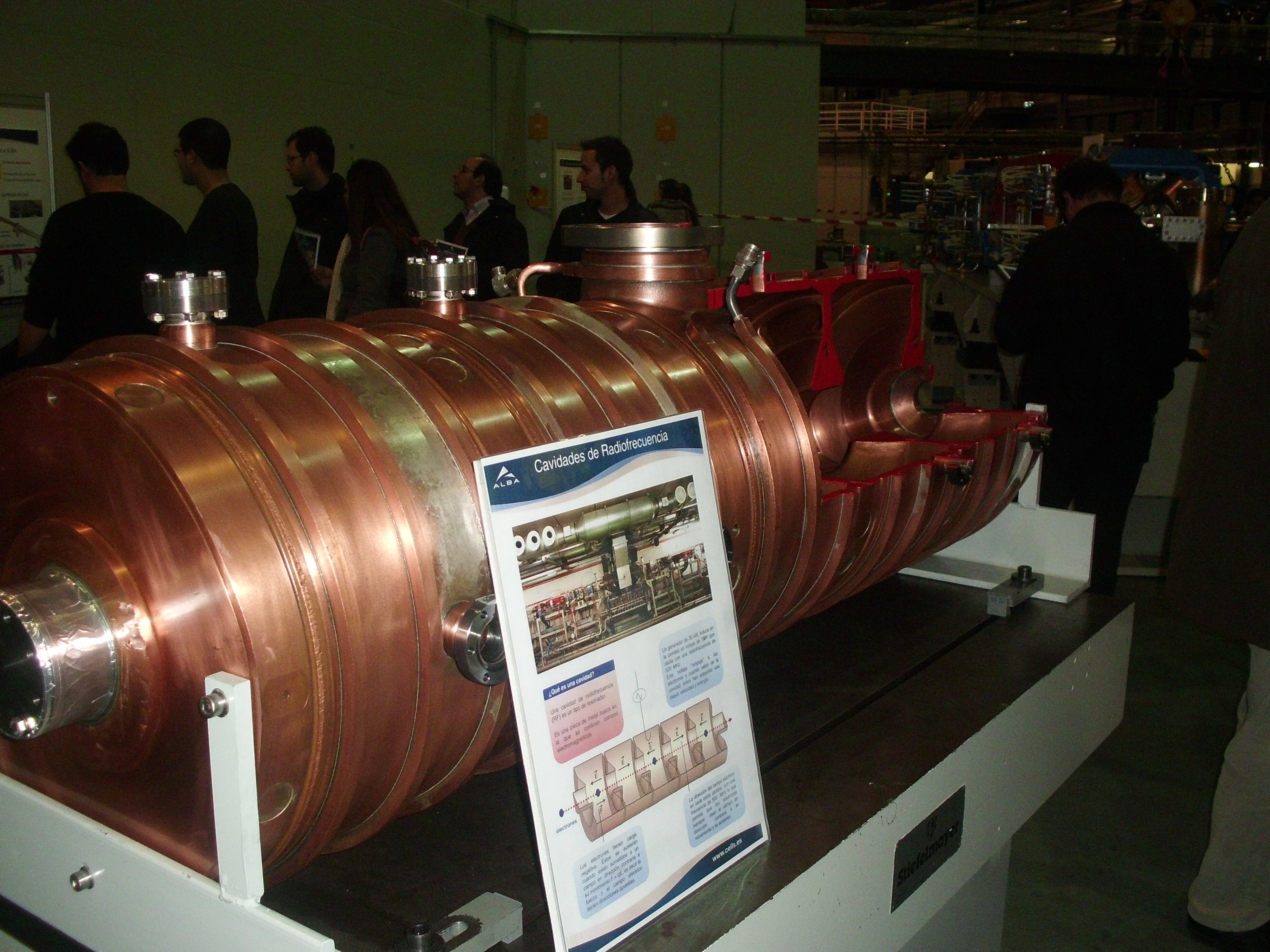
Cavitat de radiofreqüència

La radiació obtinguda és útil no només en investigacions en el camp de la física, sinó també en tots els camps de la ciència i la tecnologia en què cal analitzar mostres de petites dimensions com estructures cristal·lines, nous materials, mostres biològiques de contaminants o restes arqueològiques. També pot tenir aplicacions en el disseny de nous fàrmacs i en imatge i teràpies mèdiques.
Aquestes aplicacions es porten a terme en estacions experimentals, anomenades línies de llum (beamlines, en anglès), que recullen i modifiquen la llum sincrotró emesa en l'anell d'emmagatzematge. Cada línia de llum s'especialitza en una tècnica científica, si bé, admeten una certa flexibilitat en la tècnica per incorporar nous casos científics. Actualment té 8 línies de llum operatives, de les 32 línies que s'hi podrien instal·lar. Actualment s'estan construint o dissenyant 4 línies de llum més, BL06-XAIRA (cristal·lografia microfocus de macromolècules), BL16-NOTOS (espectroscòpia de raigs X i difracció en pols), BL22-LOREA (espectroscòpia de photoemission resolta en angle) i FAXTOR (Tomografia en raigs X durs)
Les línies de llum del sincrotró ALBA operatives són:
BL29-BOREASLa línia Boreas s'encarrega del dicroisme circular magnètic i difracció ressonant. Boreas té dues estacions dedicades a l'estudi de les propietats magnètiques de materials i nano estructures. L'estació de dicroisme té un imant superconductor de 6 Tesla de direcció orientable, i permet refredar la mostra fins a -270 °C. Les principals aplicacions són en magnetisme i nanotecnologia.
BL24-CIRCELa línia Circe s'encarrega de la microscòpia i espectroscòpia de fotoemissió. La línia té dues estacions: un microscopi electrònic de fotoemissió, que permet obtenir imatges de l'estructura electrònica dels àtoms amb resolució espacial de 10 nm, i una estació d'espectroscòpia de fotoemissió a pressió ambient, que permet estudiar la configuració electrònica dels materials sòlids i líquids. Les principals aplicacions són en física de l'estat sòlid, catàlisi química, i en nanotecnologia.
BL22-CLÆSSLa línia Claess s'encarrega de l'espectroscòpia d'absorció de raigs X. Estació d'espectroscòpia d'absorció. Permet estudiar canvis en l'estructura atòmica dels sòlids durant els processos químics i físics. Té aplicacions en física de l'estat sòlid, catàlisi química i química analítica.
BL04-MSPDLa línia MSPD s'encarrega de la ciència de materials i difracció de pols. Estació de difracció de pols a alta pressió o a alta resolució. Permet estudiar l'estructura cristal·lina de mostres inorgàniques i com aquesta canvia en diferents condicions ambientals. Té aplicacions en ciència de materials, química inorgànica, geologia, farmacologia.
Bl09-MISTRALLa línia Mistral s'encarrega de la microscòpia i tomografia de raigs X. Microscopi full-field de raigs X, equipat amb tomografia i criogènia. Permet obtenir l'estructura tridimensional de cèl·lules amb resolució de 30 nm, suficient per observar els virus. És d'aplicació en microbiologia i biologia cel·lular. Actualment a tot el món només hi ha operatives dues altres línies de llum similars.
BL11-NCD-SWEETLa Línia NCD-SWEET està dedicada de la difracció no cristal·lina, amb una estació experimental adaptable a multitud d'experiments de dispersió de raigs X a petits i grans angles. Permet estudiar l'estructura dels materials orgànics i teixits vius. Té aplicacions en polímers, fibres, biologia i química orgànica.
BL13-XALOCLa Línia Xaloc està dedicada prioritàriament a la cristal·lografia de macromolècules. Permet determinar l'estructura de macromolècules biològiques com proteïnes o àcids nucleics, si bé també es pot utilitzar en compostos inorgànics.molecular. Té aplicacions en biologia molecular i bioquímica.
BL01- MIRASLa Línia Miras està dedicada a l'espectroscòpia i microscòpia en l'infrarroig, útil en la identificació de signatures vibracionals i, per tant, en la identificació de la composició de materials tant biològics com inorgànics. Cobreix un rang de longituds d'ona entre 1 μm i 100 μm, si bé està optimitzat entre 2.5 μm i 14 μm.